# Myslivna Kladruby nad Labem
Roubená omítaná stavba vrchnostenské myslivny se nalézá v obci Kladruby nad Labem v okrese Pardubice. Areál myslivny je spolu s přilehlými hospodářskými budovami a oplocením chráněn jako kulturní památka. Národní památkový ústav tento areál uvádí v katalogu památek pod rejstříkovým číslem ÚSKP 100876.

## Historie
Myslivna byla vystavěna roku 1782, přestavba proběhla zřejmě v 1. polovině 19. století – krov, fabionové stropy, dveře, okna. Celková rekonstrukce objektu se uskutečnila roku 2016. Myslivna představuje typologicky zajímavou budovu s vývojem od konce 18. století, se zachovalou dispozicí včetně klenutých prostor a sklepa.
Myslivna je vystavěna na obdélném půdorysu s mělkým středním rizalitem na průčelní straně a dvěma mladšími přístavky na nádvorní straně. Má valbovou střechu s nízkým spádem krytou raženými taškami. Část budovy je zděná, podsklepená, zbylá část buudovy je roubená, od počátku opatřená omítkou (na bočním průčelí ve štukové kartuši dochováno vročení 1782).

## Galerie

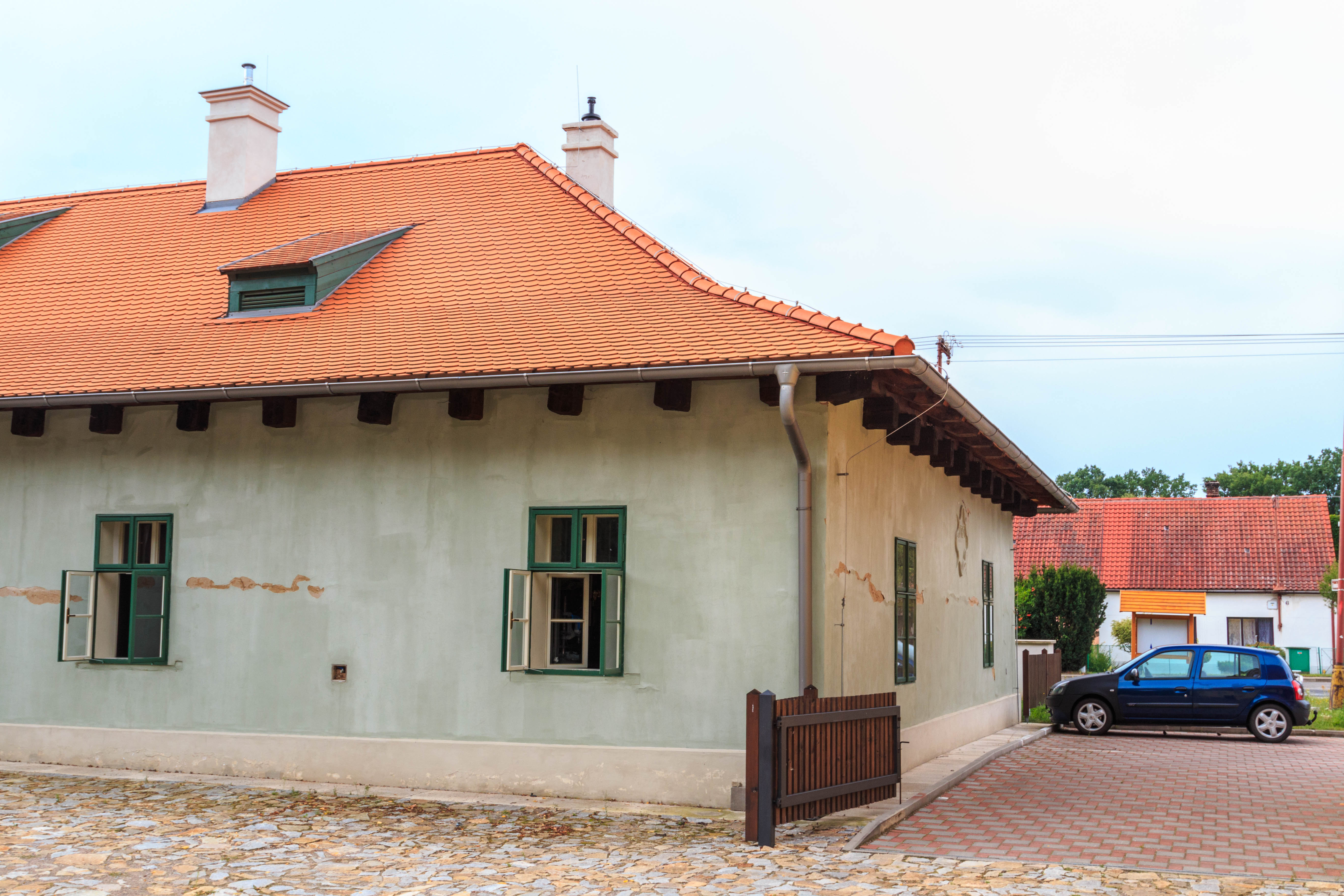
Myslivna v Kladrubech nad Labem
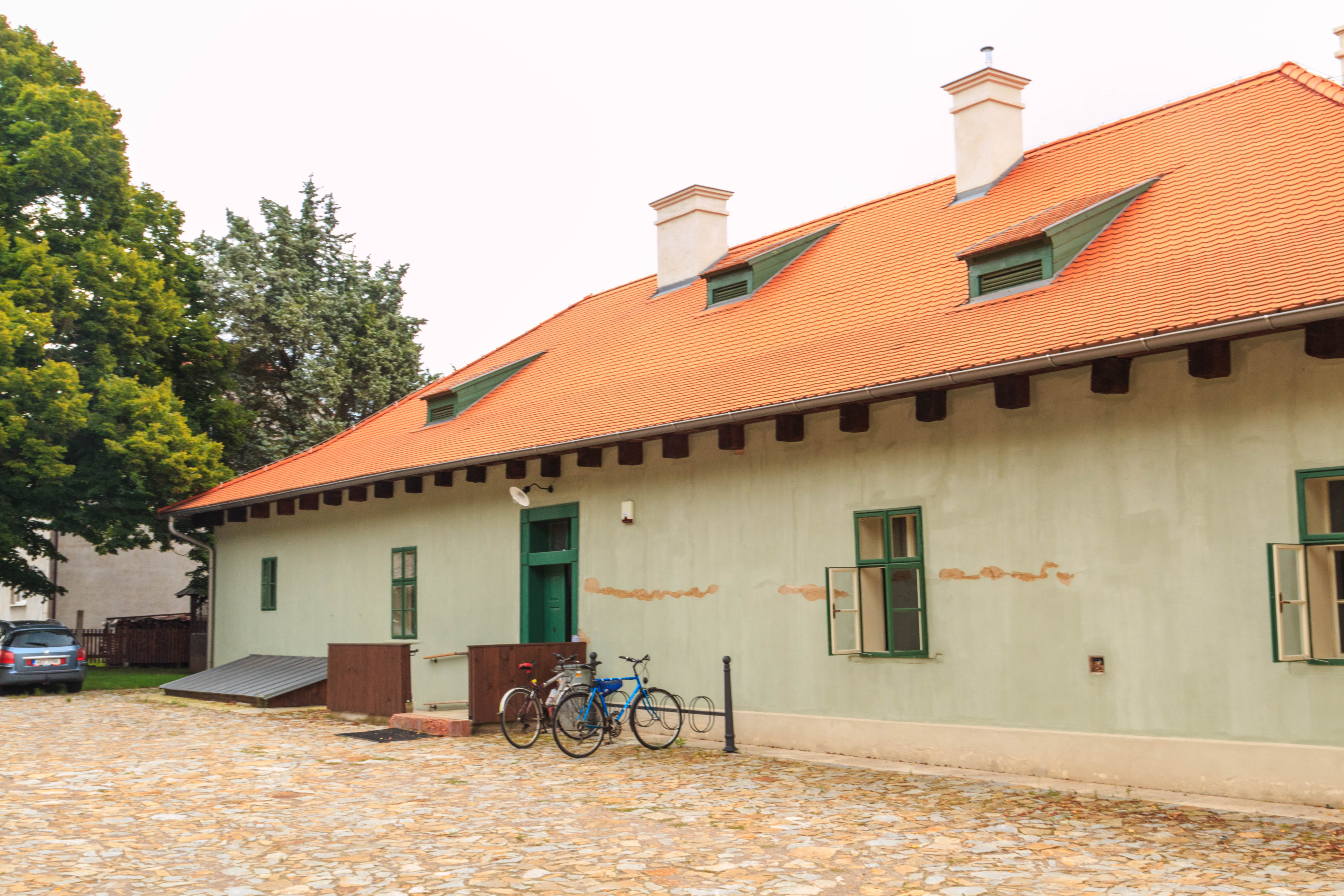
Myslivna v Kladrubech nad Labem
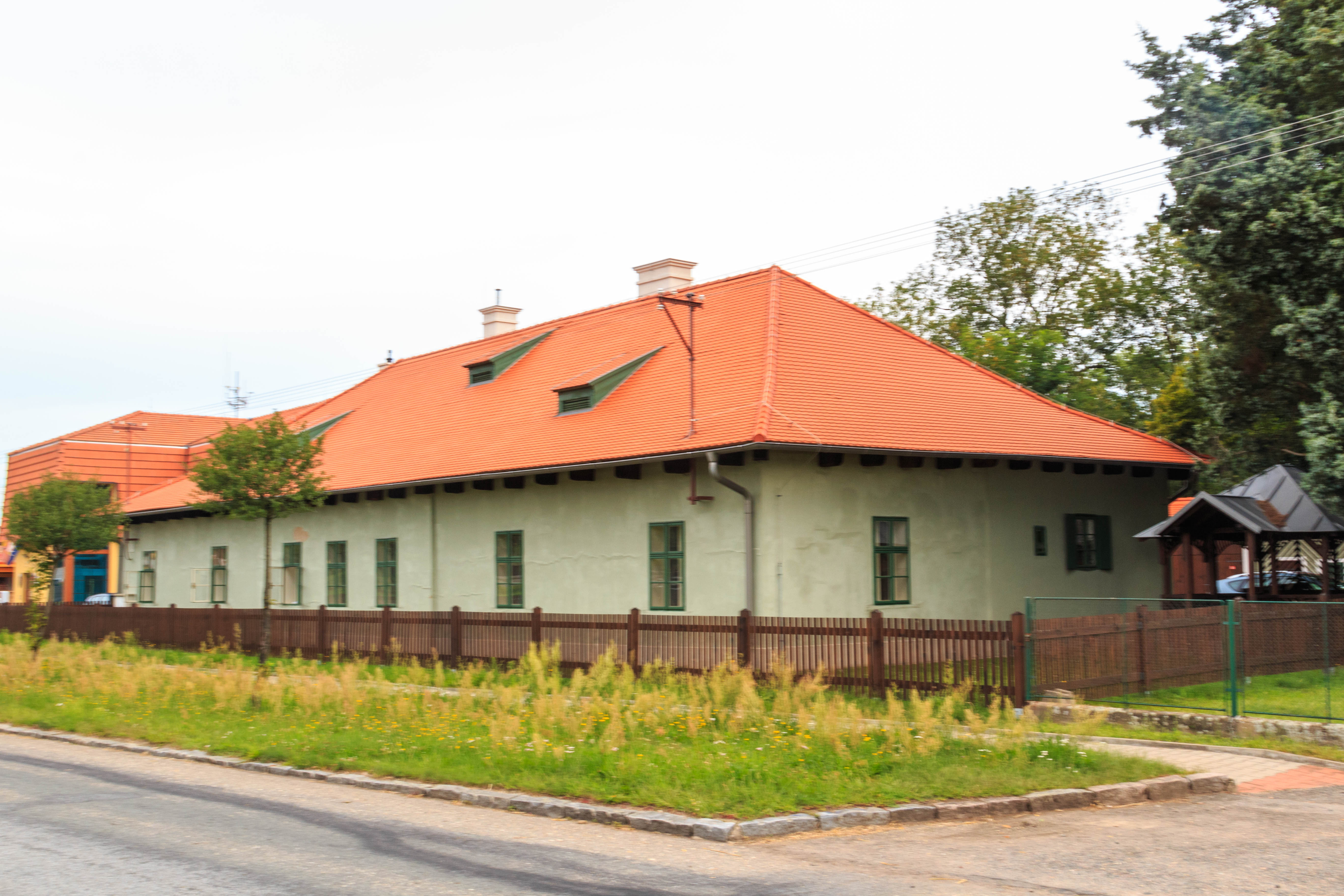
Myslivna v Kladrubech nad Labem
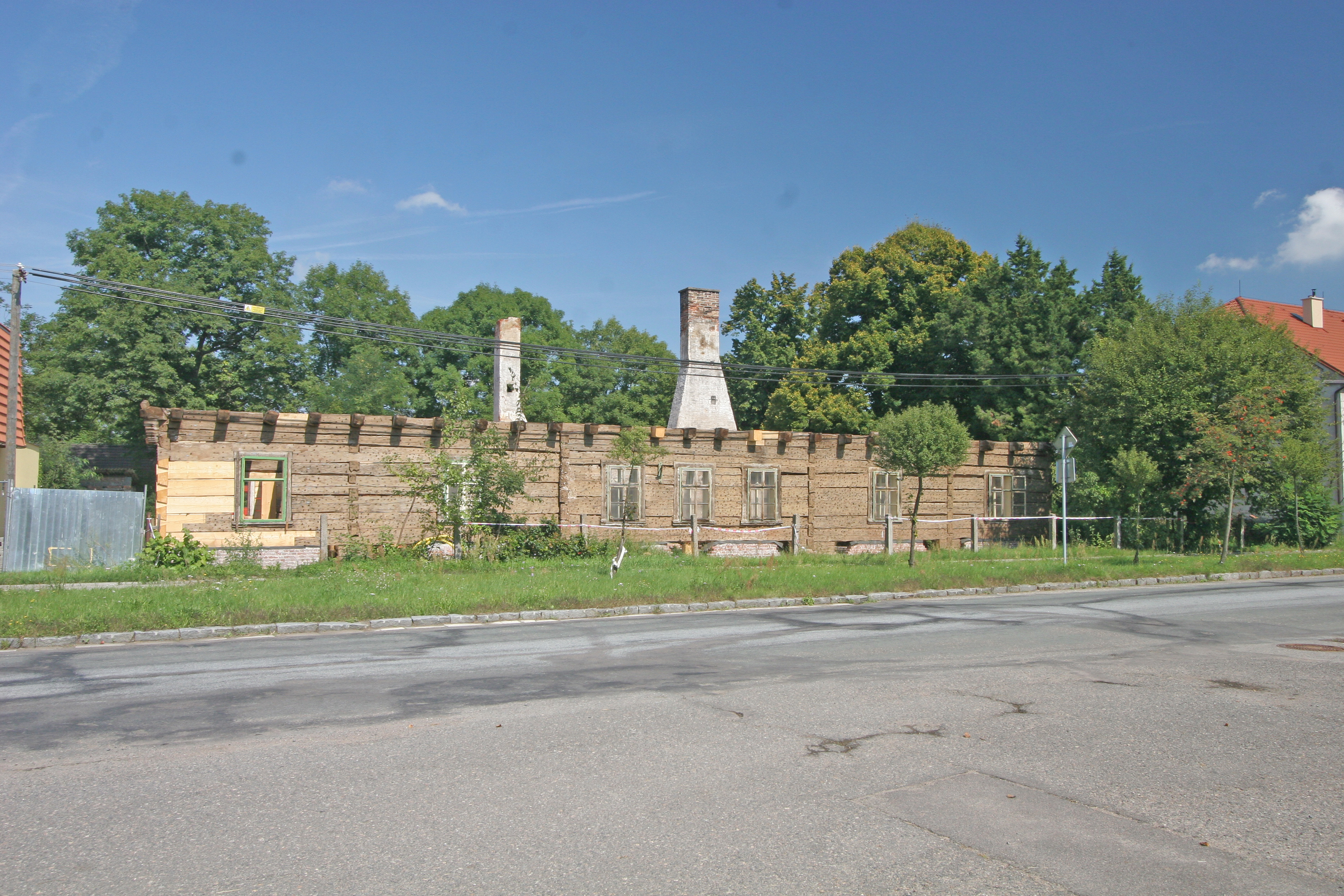
Myslivna v Kladrubech nad Labem během rekonstrukce roku 2016